# Ivelisse Vélez
Ivelisse Milagro Vélez (nacida el 21 de septiembre de 1988) es una luchadora profesional puertorriqueña, quien compite en el circuito independiente bajo el nombre de Ivelisse. 
Vélez anteriormente estuvo en All Elite Wrestling (AEW) y Lucha Underground (LU). Ivelisse fue concursante en la quinta temporada de WWE Tough Enough, pero fue eliminada debido a una lesión. A pesar de esto, ella firmó un contrato y apareció en la territorio de desarrollode la WWE Florida Championship Wrestling, así como de NXT. Ella es también conocida por su trabajo en el circuito independiente como Sofia Cortez.

## Carrera

### WWE (2011–2012)
En marzo de 2011, Vélez fue anunciado como uno de los catorce concursantes para la quinta temporada de WWE Tough Enough. En el episodio del 10 de mayo fue eliminado de la competición debido a una lesión en la pierna. Después de ser eliminado, el 11 de noviembre de Vélez firmó un contrato con la WWE.
WWE pasó a volver a la marca FCW en NXT. Principio de la televisión NXT de Cortez tuvo lugar el episodio del 4 de julio de NXT, grabado en la Universidad Full Sail en Orlando, Florida, donde derrotó a Paige. En el número de julio 25 episodio de NXT, Cortés derrotó WWE lista principal de la Diva Natalya por cuenta fuera, pero sufrió un ataque posterior al partido de Natalya. En agosto de 2012, Vélez anunció que había sido liberado de su contrato con la WWE. Su última lucha vio perder a Tamina Snuka, grabada antes de su liberación.
Durante un pódcast de mayo de 2015, con Vince Russo, Vélez hizo alusión que la presentación de informes Bill DeMott a las oficinas como una razón muy probable para ella de ser liberado de la WWE, y que ella era uno de los primeros en informar DeMott por el mal trato.

### Circuito independiente (2012-presente)
El 4 de octubre de 2012, Vélez debutó en el pay-per-view de Family Wrestling Entertainment (FWE) Back 2 Brooklyn, como invitado especial junto con la ex-Diva Maryse Ouellet de la WWE. Vélez se estableció como heel y ofreció una promoción sobre su disgusto por "Divas" y su misión de hacer una declaración. Más adelante en el evento, Vélez atacó a Katarina Leigh después de que ella y Maria Kanellis fueron derrotadas por The Beautiful People (Angelina Love y Velvet Sky).

### Lucha Underground (2014–2019)
Vélez debutó en la edición del 5 de noviembre de 2014, episodio de Lucha Underground, simplemente como Ivelisse, haciendo equipo con el Hijo de estragos en la derrota ante Sexy Star y Chavo Guerrero Jr.. Ivelisse, estragos y Angélico pasaron a formar una alianza, y el 8 de febrero de 2015, el trío ganó un torneo para convertirse en la primera edición de Lucha Underground Tríos Champions. En febrero del episodio 8 de Lucha Underground, Ivelisse obtuvo su primera victoria en individuales contra Angélico. Durante el tiempo Ivelisse, Son of Havoc y Angélico a cabo los campeonatos, que defendió con éxito y les retenido contra su tripulación (Cortez, Castro y Bael) en una lucha de escaleras en el número de mayo 20 episodio de Lucha Underground, y en contra de la jaula, DelAvar Daivari y Gran Ryck en junio 3 episodio, a pesar de Ivelisse que sufre de una legítima lesión en el pie. el 29 de julio, a Última Lucha Parte 1, que perdieron los campeonatos a los discípulos de la muerte (Barrio Negro, Trece y el Sinestro de la muerte), debido a la interferencia de Catrina.
En la Lucha Underground temporada 2 estreno el 27 de enero de 2016, Ivelisse derrotado  Son of Havoc y Angélico de ganar una oportunidad por el Campeonato de Lucha Underground contra Mil Muertes, pero no pudo capturar el campeonato.
En enero de 2019, Vélez declaró que Lucha Underground no la liberaría de su contrato a pesar de que no tenía planes firmes para una nueva temporada, y había estado tratando de obtener un lanzamiento por más de un año. El 26 de marzo de 2019, Vélez fue liberado de Lucha Underground debido por la demanda.

### All Elite Wrestling (2019-2021)
El 31 de agosto de 2019, Ivelisse hizo una aparición especial en el evento de All Out de All Elite Wrestling en el pre-show en el Women's Casino Battle Royale por una oportunidad por el Campeonato Mundial Femenino de AEW donde fue eliminada por Awesome Kong. El 22 de julio de 2020, Ivelisse hizo su segunda aparición en el episodio de Dynamite cayendo derrotada por Diamante. El 3 de agosto, Ivelisse hace su primera participación en la empresa All Elite Wrestling (AEW) en el torneo de Women's Tag Team Cup Tournament: The Deadly Draw haciendo equipo con Diamante derrotando a Dasha Gonzalez y Rachael Ellering en la primera ronda. El 17 de agosto, Diamante e Ivelisse derrotaron a Anna Jay y Tay Conti pasando en la semifinal.

## En lucha
- Movimientos finales
  - Desert Eagle (Sunset flip powerbomb)
  - Disdain[3] (Wheelbarrow DDT)[4]
  - Front chancery transitioned into a DDT[3]
  - Guillotine choke[4][3]

- Movimientos de firma
  - Diving hurricanrana[4]
  - Dragon sleeper, sometimes with bodyscissors[5]
  - Flaming Arrow[6] (Slingshot DDT)
  - Roundhouse kick[4][5]
  - Scorpion Kick (Jumping corkscrew roundhouse kick)
  - Swinging hurricanrana[4]
  - Tornado DDT

- Managers
  - Paige[7]
  - Rick Victor[8]
  - Son of Havoc[9]
  - Jeremiah Snake

## Campeonatos y logros
- All Elite Wrestling
  - AEW Women's Tag Team Cup (2020) – con Diamante

- Family Wrestling Entertainment
  - FWE Women's Championship (1 vez)[10]

- Lucha Underground
  - Lucha Underground Trios Championship (2 veces) - con Son of Havoc y Angélico

- Pro Championship Wrestling
  - PCW Women's Championship (2 veces)[4]

- Pro Wrestling Revolution
  - PWR Women's Championship (1 vez)

- Shine Wrestling
  - Shine Championship (4 veces, actual)
  - Shine Tag Team Championship (1 vez) – con Mercedes Martinez

- Wrestling Superstar
  - Wrestling Superstar Women's Championship (1 vez, actual)

- World Wrestling League
  - WWL Goddess Championship (1 time)[11]

- SWE Fury Wrestling TV Show
  - SWE Fury Wrestling Championship (1 time, actual)

- Pro Wrestling Illustrated
  - Situada en el N°7 en el PWI Female 50 en 2014[12]
  - Situada en el N°25 en el PWI Female 50 en 2015[13]
  - Situada en el N°11 en el PWI Female 50 en 2016[14]
  - Situada en el N°59 en el PWI Female 100 en 2018
  - Situada en el Nº31 en el PWI Female 100 en 2020.